# AS Val
El AS "Val" (en ruso: АС Вал de Автомат Специальный transliterado como Avtomat Special'nyj Val que significa Fusil Automático Especial) es un fusil de asalto de diseño soviético con silenciador integrado, también es llamado AS-9.

## Diseño y desarrollo

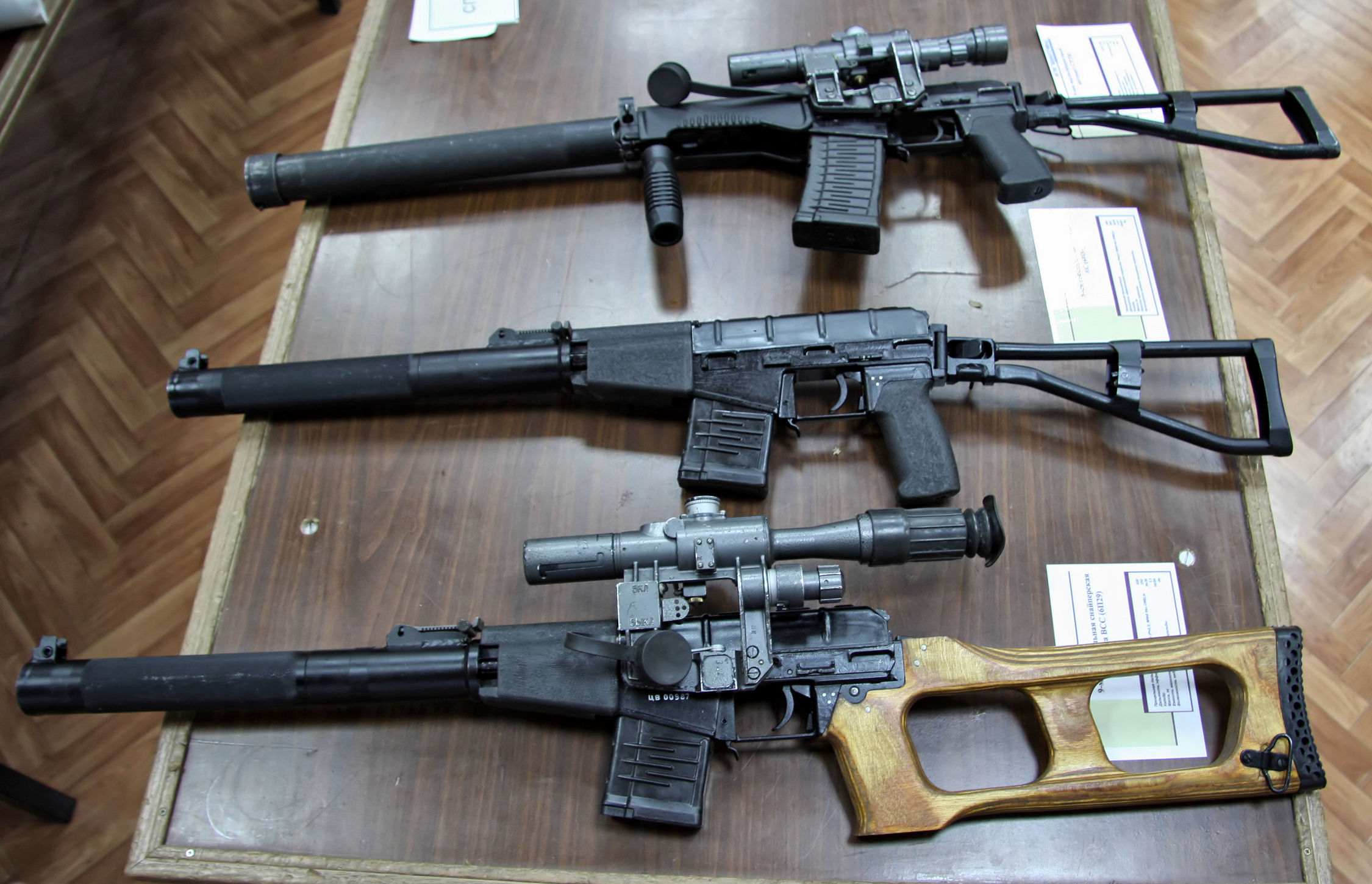
VSS Vintorez, AS Val y SR-3M

Fue desarrollado a finales de la década de 1980 por el TsNIITochMash (Instituto Central para Construcción de Máquinas de Precisión) y es empleado por las fuerzas especiales rusas Spetsnaz, el MVD, FSB y algunas unidades del Ejército ruso. A partir de 1987, fue añadido al arsenal del Ejército soviético y la KGB.
Su alcance efectivo es de aproximadamente 300 m, ya que utiliza cartuchos subsónicos 9 x 39 SP-6 con bala pesada (antiblindaje de alto rendimiento), así como los cartuchos 9 x 39 SP-5 del VSS Vintorez. También puede utilizar los mismos cargadores de 10 o 20 cartuchos del VSS Vintorez. El selector es similar a todos los fusiles de la serie AK, con la palanca de amartillado en el lado derecho, alza tangencial, retén del cargador detrás del brocal del cargador y seguro encima del guardamonte. Sin embargo, el selector está situado detrás del gatillo, protegido por el guardamonte. El "Val" tiene dos modos de fuego, semiautomático y automático, con una cadencia de 900 disparos/minuto. Según sus usuarios, el "Val" es fiable, preciso y muy apreciado.
Tiene rieles laterales tipo AK para montar diversas miras ópticas, incluyendo la mira telescópica PSO-1 4x y miras nocturnas como la 1PN51,  ajustadas para usarse con el cartucho 9 x 39. El alza y el punto de mira están graduados hasta 400 m, en intervalos de 25 m.
El "Val" tiene un 70 % de las piezas en común con el VSS Vintorez. Las diferencias son las piezas hechas de polímero de alto impacto y una culata de acero que se pliega hacia la izquierda para almacenamiento y transporte (el fusil puede operar con la culata plegada).
Ya que la bala del cartucho SP-5/6 pesa casi dos veces más que la del 9 x 19 Parabellum, su energía de boca es casi dos veces más que la de una bala de 9 mm subsónica disparada desde un HK MP5SD.

## Usuarios
- Rusia
- Georgia: Policía y Fuerzas Especiales.
- Papúa Nueva GuineaPolicías y Guardia Carcelaria